# Jutta Geldermann
Jutta Geldermann (* 1968) ist eine deutsche Wirtschaftswissenschaftlerin. Seit 2018 ist sie Inhaberin des Lehrstuhls für Allgemeine Betriebswirtschaftslehre und Produktionsmanagement an der Universität Duisburg-Essen.

## Leben
Nach ihrer Ausbildung als Bankkauffrau studierte Jutta Geldermann Wirtschaftsingenieurwesen. Sie promovierte und habilitierte sich am Institut für Industriebetriebslehre und Industrielle Produktion (IIP) sowie am Deutsch-Französischen Institut für Umweltforschung (DFIU / IFARE) der Universität Karlsruhe. Ab 2006 lehrte sie als Professorin für Produktion und Logistik an der Georg-August-Universität Göttingen.
Sie war als Gastwissenschaftlerin an der Manchester Business School, der Universität Perugia, der University of Auckland, der Universidad de Concepción, der Tongji University in Shanghai und der City University of Hongkong tätig. Im Jahr 2018 übernahm sie die Professur für Allgemeine Betriebswirtschaftslehre und Produktionsmanagement am Institut für Wirtschaftsingenieurwesen der Fakultät für Ingenieurwissenschaften an der Universität Duisburg-Essen.
Von 2020 bis 2021 war sie stellvertretende und designierte Vorsitzende, von 2023 bis 2024 war sie Vorsitzende des Verbands der Hochschullehrerinnen und Hochschullehrer für Betriebswirtschaft e.V. Sie ist Vorsitzende sowie EURO-Repräsentantin der Gesellschaft für Operations Research.

## Forschungsschwerpunkte
Zu den Forschungsschwerpunkten von Jutta Geldermann gehören die Modellierung und Optimierung von Produktions- und Logistiksystemen. Sie forscht unter anderem auf dem Gebiet der  multikriteriellen Entscheidungsunterstützung, auf dem sie mehrere Publikationen in Journalen sowie einen einschlägigen Leitfaden verfasst hat.

## Preise und Auszeichnungen
James-Watt-Medaille des Instituts für Bauingenieure Jahr 2019 für ihren Artikel Optimising power grids using batteries and fuzzy control of photovoltaic generation

## Ausgewählte Publikationen
- L. Zacharopoulos, N. Thonemann, M. Dumeier, J. Geldermann: Environmental optimization of the charge of battery electric vehicles. In: Applied Energy. Vol. 329, 2023, 120259, doi:10.1016/j.apenergy.2022.120259
- T. Witt, M. Dumeier, J. Geldermann: Combining scenario planning, energy system analysis, and multi-criteria analysis to develop and evaluate energy scenarios. In: Journal of Cleaner Production. Vol. 242, Article Number 118414, doi:10.1016/j.jclepro.2019.118414
- V. Bertsch, J. Geldermann, T. Lühn: What drives the profitability of household PV investments, self-consumption and self-sufficiency? In: Applied Energy. Vol. 204, 15. Oktober 2017, S. 1–15. doi:10.1016/j.apenergy.2017.06.055
- J. Geldermann, A. Schöbel: On the similarities of some MCDA methods. In: Journal of Multi-Criteria Decision Analysis. Vol. 18, Nr. 3-4, 2011, S. 219–230. doi:10.1002/mcda.468
- J. Geldermann, M. Treitz, O. Rentz: Integrated technique assessment based on the pinch analysis approach for the design of production networks. In: European Journal of Operational Research. Vol. 171, Nr. 3, 2006, S. 1020–1032. doi:10.1016/j.ejor.2005.01.015
- S. French, J. Geldermann: The varied contexts of environmental decision problems and their implications for decision support. In: Environmental Science & Policy. Vol. 8, Nr. 4, 2005, S. 378–391. doi:10.1016/j.envsci.2005.04.008
- J. Geldermann, T. Spengler, O. Rentz: Fuzzy Outranking for Environmental Assessment, Case Study: Iron and Steel Making Industry. In: Fuzzy Sets and Systems – Special Issue on Soft Decision Analysis. Vol. 115, 2000, S. 45–65. doi:10.1016/S0165-0114(99)00021-4
- J. Geldermann, C. Jahn, T. Spengler, O. Rentz: Proposal for an Integrated Approach for the Assessment of Cross-Media Aspects Relevant for the Determination of „Best Available Techniques“ BAT in the European Union. In: International Journal of Life Cycle Assessment. Vol. 4, Nr. 2, 1999, S. 94–106. doi:10.1007/BF02979409
- Anlagen- und Energiewirtschaft. Kosten- und Investitionsschätzung sowie Technikbewertung von Industrieanlagen. Vahlen-Verlag, München 2014, ISBN 978-3-8006-4788-0.
- Mit Martin Josef Geiger und Stefan Voß (Hrsg.): Wirtschaftsinformatik, Entscheidungstheorie und -praxis. Ausgewählte Beiträge des gemeinsamen Workshops der GOR-Arbeitsgruppen 2011. Aachen 2012, ISBN 978-3-8440-1000-8.
- Mit Martin Josef Geiger (Hrsg.): Tagungsband des Workshops der GOR-Arbeitsgruppe „Entscheidungstheorie und -praxis“ am 13. und 14. März 2019 in Duisburg. 2020, ISBN 978-3-8440-7244-0